# Syntretus transversus
Syntretus transversus är en stekelart som först beskrevs av Papp och Shaw 2000.  Syntretus transversus ingår i släktet Syntretus och familjen bracksteklar. Inga underarter finns listade i Catalogue of Life.